# Aspila tristis
Aspila tristis är en fjärilsart som beskrevs av Hermann Stauder 1923. Aspila tristis ingår i släktet Aspila och familjen nattflyn. Inga underarter finns listade i Catalogue of Life.